# Planeamiento
Se conoce como planificación, planeación, planteamiento o plan, al proceso, de toma de decisiones para alcanzar un futuro deseado, teniendo en cuenta la situación actual y los factores internos y externos que pueden influir en el logro de los objetivos. Va de lo más simple a lo complejo, dependiendo del medio a aplicarse. La acción de planear en la gestión se refiere a planes y proyectos en sus diferentes ámbitos, niveles y actitudes. Generalmente es una filosofía adaptativa que pretende conciliar los diferentes intereses implicados para lograr los resultados de la organización. Puede ser activa o pasiva.

## Etapas de la planificación
En general puede entenderse como un proceso de toma de decisiones, se pueden distinguir varias etapas dentro de la planificación:
- Identificación del problema.
- Desarrollo de alternativas.
- Elección de la alternativa más conveniente.
- Ejecución del plan.
- Toma de decisiones.

En los casos de la planeación reactiva y operativa se hace un enfático uso en la toma de decisiones, ya que es lineal y solo administra los procesos en curso de alguna organización o sistema. El caso de la planeación táctica, estratégica y normativa, puede requerir los conceptos de toma de decisiones por lo complejo y amplio.
Con relación a la toma de decisiones, por ejemplo, cuando por la mañana planeamos nuestro día y elegimos qué medio de transporte utilizaremos para ir al trabajo, estamos anticipando la decisión que de no haberlo planeado igual hubiéramos tenido que tomar. Estas acciones no se limitan a la organización temporal de conductas motoras sino también a la planificación de pensamientos para realizar lo conducente. No es necesario ejecutar ninguna conducta motora y podemos evocar la información almacenada tanto en la memoria semántica como en la memoria episódica o la memoria perceptiva.
Lo anterior es un caso muy operativo, que se debe decidir en ese momento, y se hace en un tiempo inmediato, con relación a la planeación en el corto plazo, operativo, reactivo y adaptativo. De alguna manera se utiliza la planeación en la vida cotidiana, en sus diferentes expresiones, pero es muy importante distinguir las características en el entorno o medio ambiente que se desenvuelven, ya que no es lo mismo decidir por una persona que por miles de personas. Cada escenario es muy diverso; de allí la importancia de la planeación.
teniendo en cuenta lo anterior,la planeación está siendo tomada en cuenta como, la acción de la elaboración de estrategias que permiten alcanzar una meta ya establecida, para que esto se pueda llevar a cabo se requiere de varios pasos elementales como:
planeación: influye la selección de misiones y objetivos a las acciones para lograrlo. 
organización: implica establecer una estructura organización-al de los papeles que deben desempeñar las personas en una organización. 
dirección: hace que se cumpla con lo establecido, influye en las personas.
control: corregir el desempeño individual y organización para asegurar que los hechos se ajusten a los planes.
La planeación puede clasificarse de diferentes formas, según su especificación, respecto a las expectativas según el tiempo y por su tamaño, algunos de los principales tipos son:
La planeación táctica, son aquellas que se realizan en un corto tiempo generalmente para sobreponerse a un hecho inesperado.
Planeación estratégica, se lleva a cabo por parte del personal administrativo de las organizaciones empresariales, con el fin de realizar un análisis a los elementos internos y externos y su influencia en los objetivos de dicha organización.

## Ámbito de aplicación
Dado que el planeamiento puede aplicarse en muy diversos ámbitos de la acción de la persona, mencionaremos algunos de los más populares:
- Militar
- Administración
- Economía
- Emergencias
- Contabilidad
- Demografía
- Educación
- Empresa
- Gobierno
- Ingeniería civil
- Ingeniería de software
- Modelo de negocio
- Trabajador
- Urbanismo

## Filosofía
Planificar es decidir hoy lo que se hará en el futuro, o dicho de otra manera, planificar es decir hoy dónde queremos estar mañana y cómo llegaremos. El proceso de planeamiento permite determinar el destino, conocer los objetivos a largo plazo, optimizar el uso de recursos, y estar preparados frente a eventos inesperados.
Generalmente es una filosofía adaptativa que pretende conciliar los diferentes intereses implicados para lograr los resultados de la organización. Puede ser activa o pasiva.
La adaptación activa cambia el medio ambiente del sistema para obtener la eficiencia. En cambio, en la adaptación pasiva cambia solo el comportamiento para el logro del desempeño eficiente.

## Tipos de planes
- Por su marco temporal, pueden ser de corto, mediano y largo plazo.
- Por su especificidad y frecuencia de uso, pueden ser específicos, técnicos o permanentes.
- Por su amplitud, la planeación puede indicar la necesidad de planes: estratégicos, tácticos, operativos y normativos.

El primero y el último se realizan a largo plazo, el segundo en el mediano plazo y el tercero en el corto plazo.
Según la naturaleza de la organización, se deberán aplicar un conjunto de planes alineados para su actuación.
- Propósitos o Misiones - La misión o el propósito identifica la función o tarea básica de una empresa o de cualquier parte de ella. Cualquier clase de operación organizada tiene propósitos o misiones. En cada sistema social las empresas tienen una función o tarea básica que les asigna la sociedad.

- Objetivos - Los objetivos o metas son los fines a los que se dirige la actividad: son los resultados a lograr. Representan el fin hacia el que se encamina la organización, la integración de personal, la dirección y el control. Los objetivos de la empresa son el plan básico de la misma, un departamento puede tener también sus propios objetivos. Naturalmente, sus metas contribuyen al logro de los objetivos de la empresa, pero los dos grupos de metas pueden ser diferentes por completo.

- Estrategias - Denotan casi siempre un programa general de acción y un despliegue de esfuerzos y recursos para alcanzar objetivos amplios. Se definen como el resultado del proceso a decidir sobre los objetivos de la organización, sobre los cambios en éstos, sobre los recursos usados para alcanzarlos y sobre las políticas que han de regular la adquisición, el uso y la disposición de estos recursos.

- Políticas - Son también planes en el sentido de que son enunciados generales o maneras de entender que guían o canalizan el pensamiento o la acción en la toma de decisiones, éstas delimitan el área dentro de la cual una decisión ha de ser tomada y aseguran que esté de acuerdo y contribuya a los objetivos. Son declaraciones o interpretaciones generales que guían o encauzan el pensamiento en la toma de decisiones. Las políticas definen un área dentro de la cual se va a tomar una decisión y aseguran que ésta sea consistente con un objetivo y contribuya al logro del mismo. Las políticas ayudan a decidir temas antes de que se conviertan en problemas, hacen que sea innecesario analizar la misma situación cada vez que se presenta y unifican otros planes, con lo que permiten a los gerentes delegar autoridad y mantener control sobre lo que hacen sus subordinados.

- Procedimientos - Son planes que establecen un método requerido de manejar las actividades futuras. Son guías para la acción más que para el pensamiento, detallan la forma exacta en que deben llevar a cabo ciertas actividades. Son sucesiones cronológicas de acciones requeridas. Los procedimientos cruzan las líneas de los departamentos. Por ejemplo, en una compañía industrial el procedimiento para manejar los pedidos con seguridad incluirá al departamento de ventas, el de finanzas, al departamento de contabilidad, al departamento de producción y el departamento de transportación.

- Reglas - Explican con claridad las acciones requeridas o las acciones que no se deben llevar a cabo, sin permitir la discreción en esto. Son el tipo de plan más sencillo. Las reglas se diferencian de los procedimientos en que guían la acción sin especificar un orden de tiempo. El procedimiento se podría considerar como una serie de reglas. La regla puede o no formar parte de un procedimiento. La esencia de una regla es que refleja una decisión administrativa de que se tiene que llevar a cabo o que no se tiene que llevar a cabo una cierta acción. Es necesario asegurarse de distinguir entre reglas y políticas. El propósito de las políticas es guiar la toma decisiones al señalar áreas en las que los gerentes pueden usar su discreción. Las reglas, aunque también son guías, no permiten flexibilidad en su aplicación.

- Programas - Son un conjunto de metas, políticas, procedimientos. reglas, asignaciones de tareas, pasos a seguir, recursos a emplear y otros elementos necesarios para llevar a cabo un determinado curso de acción; por lo general están respaldados por presupuestos.

- Presupuestos - Es una declaración de los resultados esperados, expresados en términos numéricos. Se puede considerar como un programa llevado a números. El presupuesto se puede expresar en términos financieros o en términos de horas de trabajo, unidades de producto, horas-máquina, o cualquier otro término medible numéricamente. El presupuesto es necesario para el control pero no puede servir como estándar de control sensible a menos que refleje los planes. Por lo general un presupuesto pone en práctica un programa pero puede ser en sí mismo un programa. La preparación de un presupuesto depende de la planeación, el presupuesto es el instrumento de planeación fundamental de muchas compañías y las obliga a realizar por anticipado una recopilación numérica del flujo de efectivo, gastos e ingresos, desembolsos de capital, utilización del trabajo o de horas máquina esperado. Una de las principales ventajas de la elaboración de presupuestos es que obliga a los directivos a planear.

## Niveles dentro de una organización

### Estratégica
Es el proceso mediante el cual los ejecutivos trazan la dirección a largo plazo de una entidad estableciendo objetivos específicos en el desempeño, tomando en cuenta circunstancias internas y externas para llevar a cabo los planes de acción seleccionados.
Esto suele llevarse a cabo dentro de las organizaciones en el nivel directivo, o el más alto nivel de mando, la cual se realiza por medio de tácticas y procedimientos empleados para el logro de un objetivo específico o determinado, se planifica a largo plazo más de 5 años.
La Planificación estratégica también consiste en planear estrategias en toda materia, o en la vida cotidiana de toda persona. La estrategia en la educación física se utiliza en todos los juegos. Por medio de la interacción entre los niveles estratégicos se puede llegar a lo acordado .

### Táctica
La parte táctica es un proceso continuo y permanente, orientado al futuro cercano, racionalizando la toma de decisiones, determinando las acciones. Y es sistémico, ya que es una totalidad formada por el sistema y subsistemas, visto desde un punto de vista sistémico. Es iterativo, ya que se proyecta y debe ser flexible para aceptar ajustes y correcciones. Es una técnica cíclica que permite mediciones y evaluaciones conforme se ejecuta. Es dinámica e interactiva con los demás, y es una técnica que coordina varias actividades para conseguir la eficiencia de los objetivos deseados.
La incertidumbre provocada por las presiones e influencias ambientales debe ser asimilada por la parte intermedia o táctica. Se debe convertir e interpretar en las decisiones estratégicas, del nivel más alto, en planes concretos en el nivel medio. Se convierte en planes que se pueden emprender y, a su vez, subdividir y detallar en planes operacionales a ejecutarse en el nivel operativo.

### Operativa
Se da en los empleados, en el nivel más bajo de la organización. Realiza un microplaneamiento de las organizaciones de carácter inmediato, que detalla cómo deberán alcanzarse las metas. En realidad, todos los puntos de la base de la planeación se dan en el nivel operativo, lo que en gran medida influye y determina, en conjunto con la parte táctica, la obtención de resultados.
La parte operacional incluye esquemas de tareas y operaciones debidamente racionalizados y sometidos a un proceso reduccionista típico del enfoque de sistema cerrado. Se organiza con base en los procesos programables y las técnicas computacionales. Se trata de convertir una idea en realidad, o ejecutar el propósito de una acción a través de varias vías, se trabaja a corto plazo generalmente a menos de 1 año.

### Normativo
Se refiere a la conformación de normas, políticas y reglas establecidas para el funcionamiento de una organización. Se apoya en la conformación de estándares, metodologías y métodos para el correcto funcionamiento de las actividades planeadas.
La parte normativa se refiere al establecimiento de reglas y/o leyes y/o políticas dentro de cualquier grupo u organización, sobre todo para mantener el control, seguimiento y desarrollo de la planeación, así como el desarrollo de las normas y políticas establecidas. La planeación está estrechamente vinculado con el diseño de la estructura organizativa. Se aplica en áreas muy específicas, que generalmente son las que vigilan y definen aspectos que en otros niveles no es posible delimitar ...

## Estilos de planeación
Russell L. Ackoff identifica en la planeación cuatro actitudes generales, dependiendo del tipo de enfoque que se le otorgue. Estas actitudes pueden encontrarse mezcladas en diversas proporciones dentro de una organización, y pueden variar dependiendo de la situación:

### Inactiva
Los inactivistas están satisfechos con la situación actual y creen que cualquier intervención en el curso de los eventos resultará en empeorar su situación. Buscan estabilidad y supervivencia por lo que se los considera mayormente conservativos y enfocados en el presente. En esta categoría no existe la planeación, ya que el objetivo máximo es mantener a la organización con la menor cantidad de cambios posibles.

### Reactiva
Los re-activistas prefieren un estado anterior al que ahora se encuentran y están convencidos de que la situación está yendo de mal en peor. Su planeamiento se centra en el pasado, por lo que generalmente produce desprecio hacia las nuevas tecnologías y prácticas que no fueron integradas exitosamente al modelo de la compañía o que no resultaron como se esperaba dentro del ámbito en el que se encontraba.

### Proactiva
Los proactivistas se centran con la mirada al futuro y en las posibles oportunidades que este ofrece. Intentan optimizar la cantidad de circunstancias en las que podrían obtener ventajas más adelante, por lo que su sistema de planificación se basa en predecir y prepararse lo mejor posible y la calidad de los resultados es proporcional a la calidad de este proceso y a la velocidad de readaptación de la organización.

### Interactiva
Los interactivistas también se centran en el futuro. La diferencia radica en que ese futuro es fabricado gracias a las acciones del presente: Se intenta “prevenir” y no “prepararse” para las crisis futuras además de “crear” y no“explotar” posibles oportunidades. Dentro de la planificación interactiva se considera al futuro como algo dinámico y maleable.
Relación con la teoría de sistemas
Es importante destacar que la Dinámica de sistemas puede aplicarse plenamente a la administración organizativa, y por ello es útil tenerla en cuenta cuando hablamos de planeación estratégica. Esta teoría considera que un sistema es un conjunto de elementos, interrelacionados, tendientes a cumplir un determinado conjunto de objetivos.
Por ello, una empresa completa puede considerarse un sistema, pero un área específica (por ejemplo, el departamento de informática) también es por sí sola un sistema, más acotado y con un objetivo más específico.
Esto es importante porque la definición de planeación estratégica y operativa debería considerarse respecto del sistema bajo análisis, y no respecto a un ente rígido.
Por ejemplo, la definición de la visión y los objetivos de una organización pueden resultar estratégicos para la misma, mientras que la definición de las políticas relativas a los sistemas de información será simplemente operativa. Sin embargo, si el sistema analizado es el área de informática, la definición de las políticas anteriores puede resultar estratégicos. Y las definiciones de copias de seguridad o políticas de acceso a los servidores serán operativas.

## En el nivel estratégico
En el ámbito empresarial, de organizaciones y sistemas, considerándolo como sistema bajo análisis, la planeación estratégica ayuda a que se tengan claros los objetivos, para definir un programa de acciones a realizar. De esa manera se separa una problemática compleja en porciones pequeñas que se han de ir realizando poco a poco.
Durante su desarrollo estratégico se debería definir la misión, visión, valores y los objetivos de la organización.
La misión es cumplir con la finalidad para la cual fue creada la organización.
La visión es la situación en la que se pretende que se encuentre la organización en un futuro a largo plazo. Por ejemplo, si se desea que la empresa sea líder en ventas de cubiertas en determinada región, con recursos humanos calificados y una excelente relación con la comunidad en un lapso de cinco o diez años.
Los valores son el conjunto de normas por las cuales se rigen los colaboradores dentro de la organización.
Su importancia esta en que guían el camino, eligen parámetros, establecen la cultura y clima organizacional de la empresa, compromete al personal a conducirse con integridad.
'Pasos Para Formularlos¨
Paso 1 Establecer los valores que tienen los miembros del equipo de trabajo, se hace un listado con los mismos.
Paso 2 Se les da un punteo a cada valor de la lista, para definir el de mayor relevancia, de ese listado se eligen 4 a 6 valores.
Paso 3 Se busca la definición de cada valor y se aplica a la empresa.
Paso 4 Se realiza un listado de las acciones que fortalezcan los valores asignados.
Los objetivos son más específicos que la visión, pero comparten un plazo similar. Puede decirse que el objetivo abarca una dimensión de la visión. Por ejemplo, los objetivos podrían ser aumentar la participación en ventas; mejorar la capacitación de los recursos humanos; mejorar la imagen de la empresa frente a la comunidad, etc.
Características importantes de los Objetivos
Medibles
Alcanzables
Realistas
Motivadores
La planeación estratégica debe estar dirigida a los tres niveles estratégicos de una organización, los cuales son nivel Directivo, Gerencial y Operacional, esto es con la finalidad de que exista una congruencia en lo que se planea con lo que realmente se puede realizar en las diferentes áreas de la organización.
La planeación estratégica se realiza con el fin de definir la situación futura de la organización, antes de que el futuro la defina.
Cabe hacer la salvedad de que algunos autores del campo de la administración de organizaciones consideran que objetivos y metas son sinónimos. Otros consideran que las definiciones del párrafo anterior corresponden a los objetivos, mientras que las metas son una medida puntual de los objetivos. Otro grupo de autores utiliza ambos términos en forma exactamente opuesta.
En la mayor parte de las organizaciones los objetivos de planeamiento se resume en obtener beneficios para sus accionistas, empleados, la sociedad y el medio ambiente.
Asignar los recursos a cada tarea (tiempo, dinero u horas hombre) es responsabilidad de los encargados del planeamiento, al igual que el orden en que se realizará cada tarea.

## Herramientas
Se requiere hacer uso de metodologías, modelos, métodos y estándares existentes, principalmente en lo que respecta a derecho y administración.
Cuando no existen aspectos como los anteriores, es necesario realizar la creación de metodologías, modelos o sistemas que permitan establecer las reglas dentro la organización o sociedad.
Las áreas dentro de las organizaciones que utilizan la parte normativa suelen ser las principales de las que dependen un sinnúmero de áreas, debido a que marcan las líneas más generales de trabajo, brindan las pautas para que se alineen en torno a lo que van señalando, son áreas independientes de las que dependen otras estructuras.
Para lograr una adecuada función de las organizaciones hay que alinear los cuatro tipos de planes, realizando en cada tramo las adecuaciones pertinentes.

## Otras características
La planeación es necesaria en todos los ámbitos de la vida humana: lo personal, lo laboral, lo social, y en todo tipo de organización. El empleo de la palabra planeación (más común en sociedades capitalistas) incluye un principio de aplicación: la racionalización, relacionada con el cumplimiento de la máxima: "Eficacia y eficiencia". En las sociedades socialistas el concepto a manejar es la planificación. Se distinguen por tener otro tipo de características en su aplicación.
El desarrollo de todo tipo de planeación, por su amplitud, debe seguir una serie de pasos, se debe realizar una acotación del alcance, el tiempo, el lugar, la definición de los medios y los recursos con que se cuentas, esto implica realizar un análisis previo de lugar en donde se aplicará.
Se puede continuar realizando un diagnóstico de la situación, donde se vean:
- Los recursos;
- Lo interno y externo (el medio ambiente incluido);
- Las oportunidades y fortalezas, las debilidades y amenazas.

Todo planteamiento es acotado, por lo que es necesario el desarrollo de los puntos anteriores para poder definir una forma de solucionar un problema y lograr su alcance deseado.
Si se cuenta con una propuesta de solución, pasamos a la parte del desarrollo, en la cual es necesario definir el enfoque a utilizar, indicando, dentro del desarrollo, un bosquejo general de lo que se realizará incluso la amplitud a utilizar: estratégico, táctico, operativo.
Dentro de dicho enfoque, es inevitable dejar de hacer mención de lo siguiente:
1. La incidencia del proceso administrativo como sistema dentro del planeamiento y la organización.
2. La amplitud del planeamiento.
3. El tipo de planeación en el tiempo, largo plazo, mediano plazo, corto plazo.
4. Misión, valores, visión, propósitos.
5. Objetivos específicos, metas, modelos, políticas y normas.
6. Análisis de la propuesta de solución, elección de la propuesta de solución.
7. Factores medibles internos y externos, características de la solución.
8. Actitud del plan, principios de la planeación.
9. Definición de algún otro enfoque agregado.
10. Filosofía a utilizar.
11. Desarrollo del plan, implementación y evaluación.

Otro tipo de características que distinguen a la planeación es la existencia del tomador de decisiones, cuando se realiza la planeación es necesario que exista un fuerte compromiso por parte de todos los integrantes en la organización; en la planeación plan es lo más importante, y todos los integrantes deben conocerlo. Es de importancia el tomador de decisiones, debido a que es quien debe contar con la capacidad de poder definir las diferencias existentes en alguna definición o actividad por realizar. También debe vigilar el curso de las tareas y pueda aplicar los cambios adaptativos dentro del planeamiento. Debe contar con cierto liderazgo y tomar las decisiones en el nivel respectivo.